# Westum (Sinzig)
Westum ist ein Ortsbezirk von Sinzig im rheinland-pfälzischen Landkreis Ahrweiler. Zu Westum gehören die Wohnplätze Beulerhof und Nikolaushof.
Landläufig wird Westum „Murreland“ genannt, hochdeutsch so viel wie „Möhrenland“ oder „Karottenland“, da man seitdem in Westum Weinanbau wegen schlechter Bedingungen nicht mehr möglich war, Gemüse und hauptsächlich Möhren anbaute. Ebenfalls hiervon abgeleitet ist die spöttische Bezeichnung für die Einwohner Westums, welche sich jedoch zu einer folkloristischen Eigenbezeichnung entwickelt hat, „Murreköpp“, was so viel bedeutet wie „Karottenköpfe“.

## Geschichte

### Ortsname
Im Laufe der Geschichte änderte sich der Name Westum häufig:
- 836: Wistrikesheim
- 880: Uuizrichesheim
- 1120: Westen
- 1219: Weistheim
- 1227: Westheym
- 1250: Westhem
- 1570: Westhumb
- 1797: Westum

### Eingemeindung
Am 7. Juni 1969 wurde Westum in die Stadt Sinzig eingegliedert.

## Politik

### Ortsbezirk
Westum ist einer von sechs Ortsbezirken der Stadt Sinzig und umfasst das Gebiet der ehemals selbstständigen Gemeinde. Der Stadtteil wird von einem Ortsbeirat sowie einen Ortsvorsteher politisch vertreten.

### Ortsbeirat
Der Ortsbeirat besteht aus sieben Mitgliedern, die bei der Kommunalwahl am 9. Juni 2024 in einer personalisierten Verhältniswahl gewählt wurden, und dem ehrenamtlichen Ortsvorsteher als Vorsitzendem.
Die Sitzverteilung im Ortsbeirat:
| Wahl | SPD | CDU | Grüne | FDP | FWG | Gesamt  |
| ---- | --- | --- | ----- | --- | --- | ------- |
| 2024 | 1   | 2   | 1     | –   | 3   | 7 Sitze |
| 2019 | 0   | 3   | 2     | 0   | 2   | 7 Sitze |
| 2014 | 1   | 3   | 1     | –   | 2   | 7 Sitze |
| 2009 | 0   | 3   | 1     | –   | 3   | 7 Sitze |

- FWG = Freie Wähler – Bürgerliste Sinzig e. V.

### Ortsvorsteher
Mario Wettlaufer (FWG) wurde am 15. August 2019 Ortsvorsteher von Westum. Bei der Direktwahl am 26. Mai 2019 war er mit einem Stimmenanteil von 55,20 % für fünf Jahre gewählt worden. Bei der Direktwahl am 9. Juni 2024 setzte er sich mit 59,5 % gegen einen Mitbewerber durch und wurde damit für weitere fünf Jahre in seinem Amt bestätigt.
Wettlaufers Vorgänger waren Wolfgang Kistner (Ortsvorsteher 2014 bis 2019) und Bernd Kriechel (bis 2014).

## Bauwerke
Die Kirche St. Peter (Westum) wurde im 19. Jahrhundert errichtet.